# Singulato
Singulato Motors est une marque chinoise de véhicules électriques de Chi Che-hung Technology Co., Ltd ,. Singulato a été fondée en décembre 2014 à Pékin afin de produire des véhicules à énergie nouvelle de première qualité. Singulato Motors vise à développer des véhicules à énergie nouvelle (NEV), des systèmes de conduite autonome, des services de réseau automobile en mettant l'accent sur le développement de Big Data (mégadonnées en français) et les technologies de cloud computing,.
En avril 2016, Singulato introduit son premier véhicule électrique, la familiale routière SUV Singulato iS6. Singulato a commencé ses plans de production en petites quantités en fin 2017 et la production de masse a commencé en mars 2018. Le prix du SUV électrique Singulato iS6 était compris entre 200 000 et 300 000 ¥.

## Modèles de véhicules
- Singulato iS6 - Crossover électrique de taille moyenne
- Singulato iM8 (concept) - Monospace électrique
- Singulatif iC3 (concept) - citadine électrique basée sur la Toyota iQ

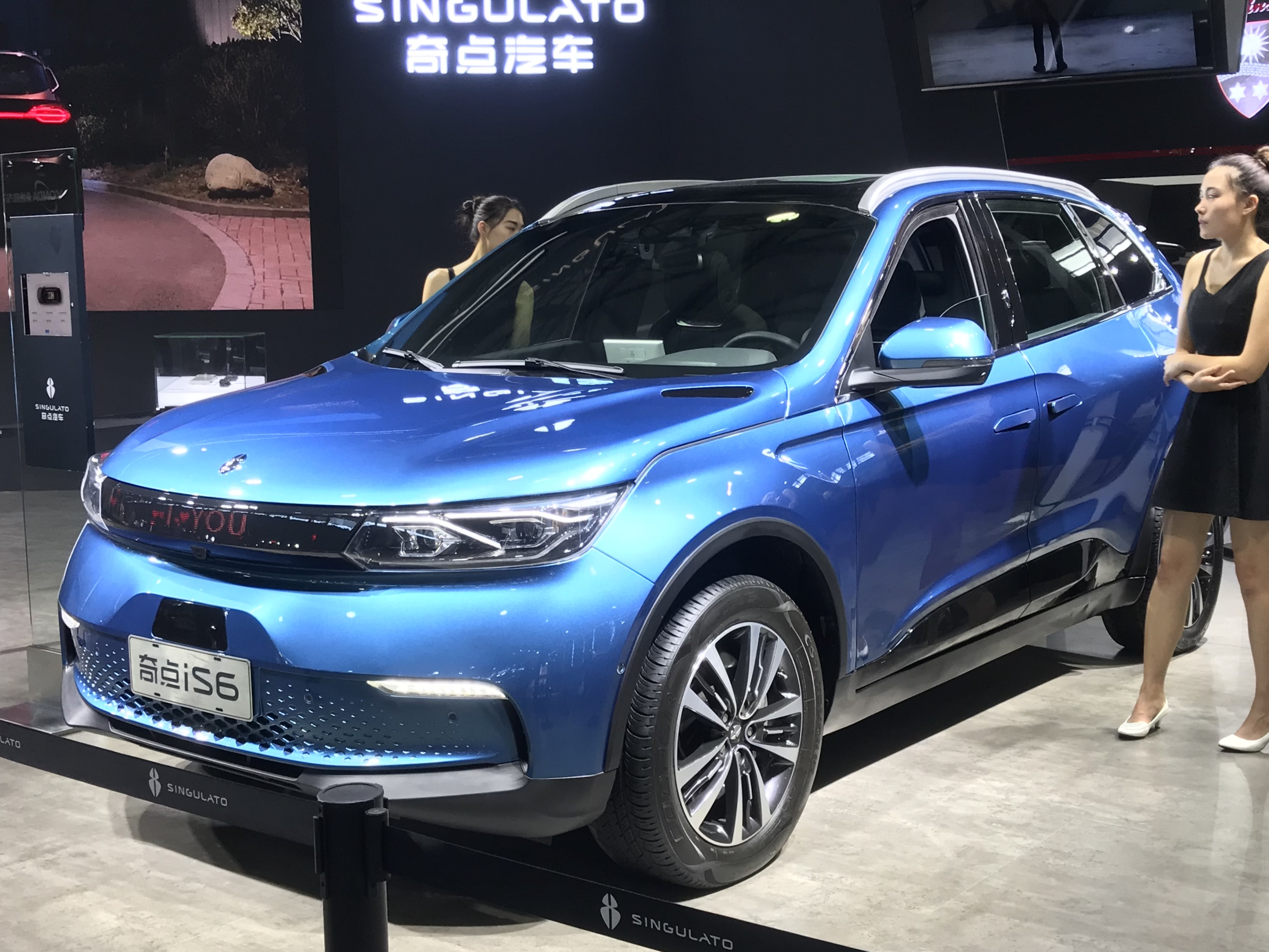
Singulato iS6
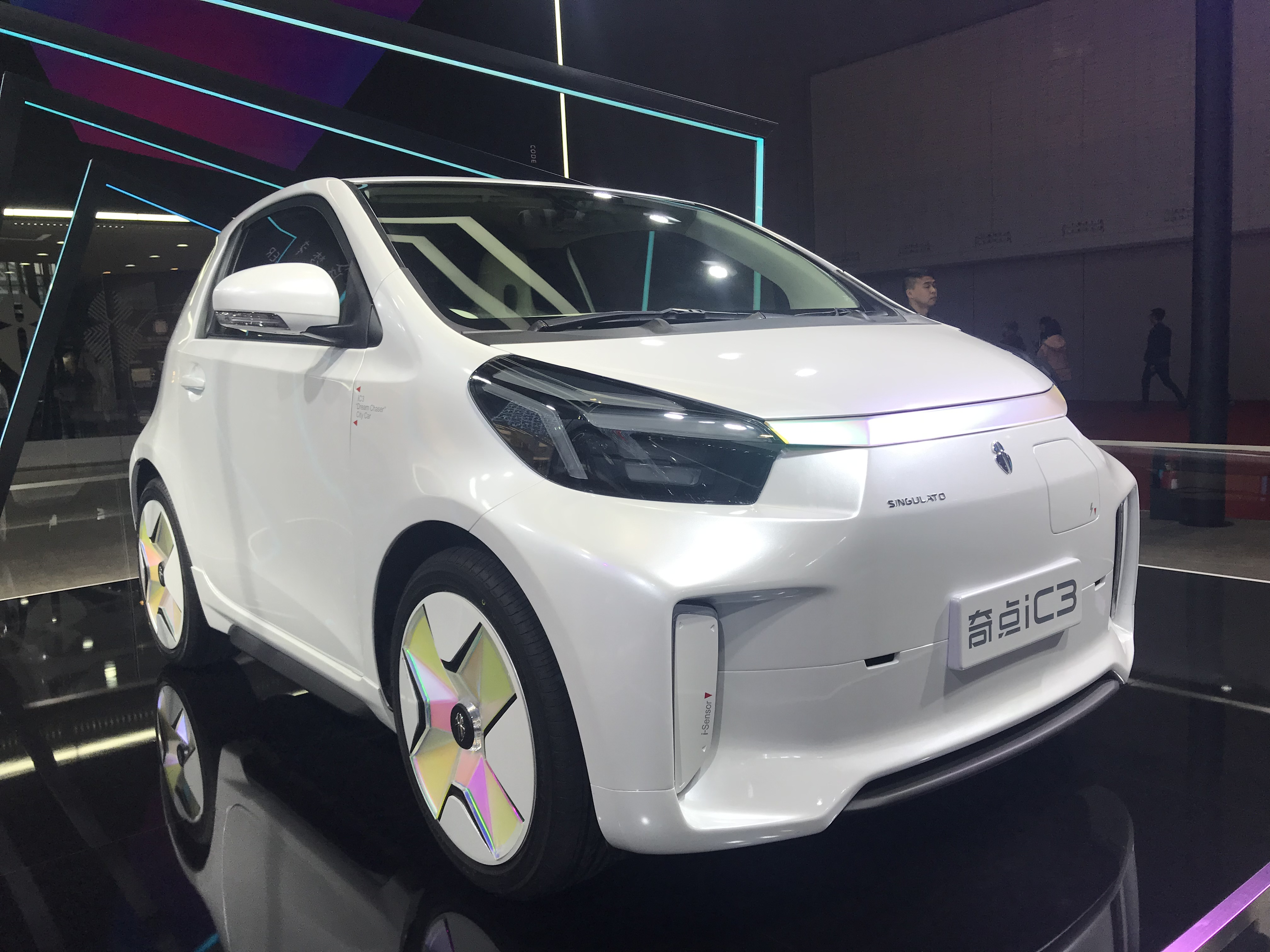
Singulato iC3